# Bijela sova
Bijela sova (snježna sova, lat. Bubo scandiacus) je krupna vrsta sove iz porodice pravih sova (Strigidae). Nastanjuju tundre sjevernih dijelova Euroazije i Sjeverne Amerike. Tijekom zime, snježne sove naseljavaju široki krug Kanade, Grenland i veći dio sjeverne Euroazije. Nacionalna je ptica države Quebec (Kanada).

## Opis
Ova krupna sova je veoma lako uočljiva. Mužjaci su nešto manji od ženki. Duga je od 53 do 65 centimetara s rasponom krila od 145—157 centimetara. Ženke su u prosjeku duge 63, a mužjaci 58 centimetara. Odrasle jedinke teže između 1,6 i 2,5 kilograma.
Odrasli mužjaci su bijele boje čime se odlično stapaju s okolinom, dok ženke i mlade ptice imaju tamne pjege i poprečne pruge tamnih nijansi na bijelom perju. Snježne sove imaju gusto perje s nogama prekrivenim dugim bijelim perjem koje ih štiti od hladne sjeverne klime. Oči su joj zlatnožute boje, a crni kljun je prekriven paperjem. 
Snježne sove love danju, za razliku od ostalih vrsta sova. Ako ne uhvate plijen dok lete, trčat će za njim da bi ga zaskočili. Na plijen se obrušavaju s visine, s ispruženim kandžama. Hrane se malim sisavcima, poput miševa, i drugim glodavcima, osobito leminzima, a mogući plijen uključuju i bijeli zečevi. U priobalnim dijelovima ponekad love i ribu, pa čak i druge ptice. Zbog niske hranjive vrijednosti plijena, snježne sove će pojesti i strvinu. Grabežljivac i lovac danju koji se hrani strvinama. Bijele je boje poput snijega zimi.

## Razmnožavanje
Tijekom parenja mužjaci proizvode glasne "hu" zvukove koji privlače ženke. Mogu se čuti nekoliko kilometara kroz tundru. Oglašavaju se šištanjem i zvukom, koji je sličan lajanju. Grade gnijezda na zemlji u obliku male rupe.
Razmnožavanje traje tijekom svibnja, i leglo broji od 5 do 14 jaja. Ženka obično polaže jaja u razmaku od dva dana. Roditelji podjednako hrane sve ptiće i brinu se o njima. Da bi mladi preživjeli, svakodnevno su potrebna oko dva leminga.

## Vanjske poveznice
|  | Zajednički poslužitelj ima stranicu o temi Bubo scandiacus    |
|  | Zajednički poslužitelj ima još gradiva o temi Bubo scandiacus |
|  | Wikivrste imaju podatke o taksonu Bubo scandiacus             |